# Ulrich Meyer-Cording
Ulrich Meyer-Cording (* 22. Mai 1911; † 3. Dezember 1998) war ein deutscher Jurist und Ministerialbeamter.

## Werdegang
Meyer-Cording schloss sein Studium mit Promotion ab. Er war von 1939 bis 1945  im Reichsjustizministerium tätig. Zugleich leistete er Kriegsdienst und geriet gegen Ende des Krieges in Gefangenschaft. Nach seiner Heimkehr war er ab 1946 juristischer Hilfsarbeiter, dann Richter beim Amts- und Landgericht Heilbronn. Ab 1947 war er als Rechtsanwalt in Stuttgart tätig.
1950 trat er in das Bundesministerium der Justiz ein. Dort war er nach Hilfsreferententätigkeit von 1952 bis 1953 Leiter des Referats  für Öffentliches Landwirtschaftsrecht, von 1953 bis 1956 Leiter des Referats für Organisationsrecht der gewerblichen Wirtschaft, Gewerberecht, Handwerksrecht, Kartell- und Monopolrecht, Energierecht, Bewirtschaftungs- und Preisrecht, wirtschaftsrechtliche Fragen der europäischen wirtschaftlichen Integration und ab 1954 zusätzlich erneut Leiter des für Landwirtschaftsrecht zuständigen Referates. 1956 wechselte er in das Bundesministerium für Atomkernenergie und Wasserwirtschaft und war dort Leiter der Gruppe für Internationale Zusammenarbeit und gleichzeitig Leiter des Referats für Grundsatzfragen, ausländisches Atomrecht, internationale Rechtsangleichung und bilaterale Verträge. Meyer-Cording habilitierte sich 1957 bei Gerhard Kegel an der Universität zu Köln und war seit 1960 außerplanmäßiger Professor unter anderem für Bankrecht, Wettbewerbsrecht und Kartellrecht. Von 1958 bis 1964 war er im Bundesministerium für Wirtschaft Leiter der Abteilung für Europäische zwischenstaatliche wirtschaftliche Zusammenarbeit. Von 1964 bis 1972 war er Vizepräsident der Europäischen Investitionsbank in Luxemburg.

## Ehrungen
- 1972: Großes Verdienstkreuz mit Stern der Bundesrepublik Deutschland

## Schriften (Auswahl)
- Das Recht der Banküberweisung unter besonderer Berücksichtigung der steckengebliebenen Überweisungen. Mohr Siebeck, Tübingen 1951.
- Monopol und Marktbeherrschung als Rechtsprobleme. Mohr Siebeck, Tübingen 1954.
- Die Vereinsstrafe. Mohr Siebeck, Tübingen 1957 (Habilitationsschrift).
- Die Rechtsnormen. Mohr Siebeck, Tübingen 1971, ISBN 978-3-16-632361-9.
- Kann der Jurist heute noch Dogmatiker sein? Mohr Siebeck, Tübingen 1973, ISBN 978-3-16-635321-0.
- ab der Auflage mit Tim Drygala: Wertpapierrecht. 3. Auflage. Luchterhand, Neuwied 1995, ISBN 978-3-472-02457-6.